# Башня На погребу
Башня На погребу — одна из башен Тульского кремля, построенного в 1514—1520 годах.

## История
Башня На погребу — это единственная квадратная башня из пяти глухих башен. Внутри башня разделена мостами на два яруса, а под ней находился погреб, в котором хранили оружие и порох. На этой башне отсутствуют бойницы и она снизу ровная, без расширения к верху. Рядом с башней, в стене кремля, имеется проход, углублённый в толщу цоколя, по которому можно пройти к берегу Упы. Вероятно, первоначально он прикрывался щитом, чтобы не быть замеченным. Из-за этого прохода в XVII веке башню называли ещё и башней «у малых воротец на погребу», а иногда просто башней «у малых воротец».
До 1921 года на башне был укреплён шпиль с гербом Москвы, который, вероятно, установили ещё в XVIII веке.